# Une belle équipe
Pour Le film de 1936, voir La Belle Équipe.
Pour plus de détails, voir Fiche technique et Distribution.
Une belle équipe est une comédie française, réalisée par Mohamed Hamidi, sortie en 2020.
Initialement intitulé les Footeuses, le film a été tourné en partie à Vitry-en-Artois, et le nom du village évoque Courrières, ces deux communes étant situées dans le Pas-de-Calais.  
Le film quitte les salles après sept semaines d'exploitations et 327 489 entrées.

## Synopsis
À Clourrières, petit village du Nord de la France, l'équipe de football est exclue du championnat jusqu'à la fin de la saison, à la suite d'une énième bagarre sur le terrain. Afin de sauver le club, le coach se laisse convaincre de former une nouvelle équipe, exclusivement composée de femmes, afin de pouvoir finir le championnat... ce qui ne sera pas sans conséquences dans la vie du petit village et de certains couples.

## Fiche technique
- Titre original : Une belle équipe
- Réalisation : Mohamed Hamidi
- Scénario :  Alain-Michel Blanc, Camille Fontaine et Mohamed Hamidi
- Directeur de la photographie : Laurent Dailland
- Son : Pierre Excoffier
- Montage : Marion Monnier
- Musique : Ibrahim Maalouf
- Costumes : Hadjira Ben-Rahou
- Décors : Stanislas Reydellet
- Production : Nicolas Duval Adassovsky et Jamel Debbouze
- Attachée de presse : Sandra Cornevaux
- Sociétés de production : Quad Films, Kiss Films et TF1 Films Productions
- Distributeur : Gaumont
- Budget : 8 640 000 €[2]
- Pays d'origine :  France
- Genre : comédie
- Durée : 95 minutes
- Date de sortie : 15 janvier 2020

## Distribution
- Kad Merad : Marco
- Alban Ivanov : Mimil
- Céline Sallette : Stéphanie
- Sabrina Ouazani : Sandra
- Laure Calamy : Catherine Guerrin
- Guillaume Gouix : Franck
- André Wilms : Papy
- Myra Tyliann : Léa
- Manika Auxire : Cindy
- Marion Mezadorian : Christelle
- Alexandra Roth : Jessica
- Frédéric Pellegeay : Michel Guerrin
- David Salles
- Oscar Copp : Greg
- Dan Herzberg : Christian

## Box office
Le film sort en France le 15 janvier 2020 dans 433 salles. Il ne réalise que 19 355 entrées pour sa première journée. Après cinq jours en salles,129 052 entrées sont comptabilisées.
La première semaine se termine avec seulement 152 569 tickets vendus. Malgré 47 salles supplémentaires, le deuxième week-end voit la fréquentation chuter de 51,2 %, avec 74 409 entrées. La deuxième semaine cumule 97 373 entrées ; un total de 249 942 est comptabilisé. Pour son troisième week-end,40 068 spectateurs supplémentaires permettent au film de se rapprocher de la barre des 300 000 entrées (290 010) .
Le film quitte les salles après sept semaines d'exploitation. 327 489 entrées sont comptabilisées, soit une recette de 2,2M€ pour un budget de 8,64M€.